# Paradigalla brevicauda
El ave del paraíso colicorta (Paradigalla brevicauda) es una especie de ave paseriforme de la familia Paradisaeidae. Vive en hábitats de selva y bosques y es endémica de la isla de Nueva Guinea. Su cuerpo es completamente negro, menos el pico y las plumas que lo bordean.